# 星點水龜
星點水龜（學名：Clemmys guttata，英語：Spotted turtle）又稱斑點水龜、星點龜，是澤龜科水龜屬的單屬種，此龜主要分佈在北美，是一種小型水龜。其种加词“guttata”意为“点状纹样的”。
成龜的背甲長度達8—12（3.1—4.7英寸）。其甲殼的顏色主要是黑色到藍黑色，甲殼範圍內也有黃色的小圓點。斑點延伸至頭部、頸部及四肢。腹甲的形狀、眼睛和下巴顏色可以區分雄性和雌性。
星點龜是雜食性龜類，生活在一些水淺、水流緩慢的地方，例如水淹沒了的森林、沼澤、濕草甸和林地等。

## 分類
星點水龜是水龜屬的唯一物種，第一次被命名是由Ferdinand August Maria Franz von Ritgen於1828年8月所命名的。约翰·哥特洛布·施耐德在1792年則為此物種起了權威的名字Clemmys guttata。

## 描述
星點水龜體型細小，身長只有約3.5-12.5厘米，膚色主要為灰色到黑色。其背甲十分光滑，並沒有脊陵，成年時大部成背甲也為黑色，而背甲亦有黃色的斑點。而現時已經發現，背甲的左側比右側會有更多的斑點。而頭部、頸部和四肢也會有斑點的分佈。底殼則為黃色或橙黃色，每一節甲也會出現黑斑，但是，隨著年齡的增長，深棕色變為純黑色，直到整塊甲也變為是黑色。
龜隻的頭部兩側是橙色斑，則會出現小量黃色斑。向天的皮膚是黑色的，而且有稀疏的黃色斑點，腹面皮膚上多為橙色、粉紅色或紅色，而尾部也有可能為黃色。
雄性星點水龜有一個棕褐色的下巴，棕色的眼睛和一條又長又粗的尾巴。雌性的下巴是黃色的，她也有橙色的眼睛和比雄性短的尾巴。此外，雄性的底甲是凹的，而雌性的則為較為平坦。雌性的體型會稍微大於雄性。此外，雌性比雄性平均會有更多的斑點。
幼龜類在成長的每個階段的上背殼亦會生長出一個黃色斑點。

## 分佈
星點水龜的分佈範圍從緬因州南部、魁北克省、安大略省、南至美國佛羅里達州東部和中部地區，西至印第安那州和俄亥俄州。亦有小部分在加拿大、伊利諾斯州中部地區、佐治亞州中部、北卡羅來納州、南卡羅來納州和印第安納州。在印第安納州和伊利諾伊州，星點水龜僅在北部被發現，但它卻被發現在密歇根州存有較大的族群。而俄亥俄州的星點水龜分佈卻佔有國家總數量的三分之二。

## 棲息地
星點水龜的棲息地包括沼澤、泥塘、濕地、林地和潮濕的牧草地。此外，受潮汐影響的鹹淡水流水域也可以作為其棲息地，此龜亦可溝渠、春季池和莎草草甸。 星點水龜的棲息地需要廣闊的空間，同時亦需有柔軟底床物及有一些水生植被的地方。最佳棲息地包括水淺而水流慢，柔軟的淤泥質土、莎草草叢、睡蓮、泥炭蘚和香蒲水域，而這些水域亦經常發現浮萍。這些龜的黃色斑點可以作為一種偽裝。星點水龜並不適合在人工水庫、水深及水流太急的水域生活。
星點水龜對陸地亦有要求，因為牠們會花了大量的時間在陸地上曬太陽。而雌性的星點水龜亦會到陸地上行走及在土壤中產卵，巢穴也會在陸地中出現。

## 族群特徵
雖然星點水龜最初是在魁北克省被發現，但現在該處已沒有族群存在。不過，在安大略省卻發現了104個族群。大多數族群是集中在喬治亞灣北岸、伊利湖和安大略省東南部。而最原始的104個族群中，36個不再發現有星點水龜的出現。
儘管看似大量的族群在加拿大，但許多族群都不能自我維持，主要有以下原因：龜隻數量較小，族群都擁有不到超過200隻龜、地區之間互不相連。據估計，雖然有1000到2000隻星點水龜棲息在加拿大，但個別族群亦不再存在，引致龜隻的數量下跌。
星點水龜的棲息範圍與很多北美水龜重疊，所以常常可以發現牠們與其他龜在相同的棲息地，例如木雕水龜、牟氏水龜、鱷龜、錦龜、流星澤龜、東部箱龜、密西西比麝香龜及東部蛋龜等。

## 習性及行為
星點水龜的性別是受胚胎發育過程時候的溫度所影響。一些研究人員聲稱，全球變暖可能會影響星點水龜的性別比例。
在溫度極低的冬季和極端高溫的夏季，由於環境條件亦不利牠們生長，星點水龜會變得不活躍，但星點水龜卻比較能夠抵受乾旱。星點水龜最活躍的時候是春天的初段，亦會活躍於溫度相對較冷的水域，活躍期大概為每年的4月至5月。在夏天最熱的時候（水溫超過30°C），牠們可能會夏眠，即是於陸地停留一段很長時間。在夏季休眠時間，龜隻會鑽入林地的落葉堆、濕地邊緣或空曠的原野，也暫時往會在麝鼠的洞穴或其他水生生物巢穴。 Litzgus和布魯克斯於2000年則提出論點，就安大略省和其他地方的數據表明，龜隻在夏季休眠是企圖避開高溫，而不是避開捕食者和節約自身能量。而冬眠期則可能在夏末或秋季開始，但在幾乎每一隻龜隻也會返回棲息地進行冬眠。
星點水龜的活動範圍往往只會有限的區域內進行，大約只有約0.5至3.5公頃（1.2〜8.6畝）。但由於它們的體型太小，這種龜是很容易被捕食的，特別是龜隻在地面行走時。許多龜隻亦被發現曾被捕食的傷痕，浣熊尤其擅長於捕捉和殺死星點水龜，而麝鼠則會在星點水龜冬眠期間殺死及捕食牠們。星點水龜知道自己有危險時，會潛入水中或用泥土暫時埋著自己，以避過危機。

## 保育狀況
其被列為《瀕危野生動植物種國際貿易公約》附錄二的物種，被限制出口及貿易。